# 제1차 세계 대전 선전포고 목록
선전포고는 한 국가가 다른 국가에 대해 전쟁을 개시하는 공식적인 행위이다. 선전포고는 일반적으로 수행적인 연설(단순한 연설과 혼동하지 말 것)을 전달하는 행위이거나, 둘 이상의 주권 국가 간에 전시 상태를 만들기 위해 국가 정부의 공인된 당사자가 서명된 문서를 제출하는 행위이다. 제1차 세계 대전의 맥락에서, 전쟁 선포에 대한 공식적인 국제 의정서는 1907년 헤이그 협약 (또는 헤이그 II)에 정의되었다. 국가 간 적대 행위로 이어진 이러한 사건들의 외교적 움직임에 대해서는 제1차 세계 대전의 외교사를 참조하라.

## 선전포고 목록
아래는 제1차 세계 대전 중 발생한 국가 간의 전쟁 발발을 보여주는 표이다. 국가 간에 사실상의 전시 상태가 존재했던 날짜(제1차 세계 대전 직전 또는 도중)가 표시되어 있다. 이 표는 선전포고를 시작한 국가와 선전포고의 대상이 된 국가를 모두 보여준다. 나열된 사건에는 어떠한 물리적 공격도 포함되지 않은 단순한 외교 관계 단절과 노골적인 선전포고 또는 침략 행위가 포함된 사건들이 있다.
| 날짜             | 선전포고 국가     | 대상 국가         |
| ---------------- | ----------------- | ----------------- |
| 1914년 7월 28일  | 오스트리아-헝가리 | 세르비아 왕국     |
| 1914년 8월 1일   | 독일 제국         | 러시아 제국       |
| 1914년 8월 3일   | 독일 제국         | 벨기에            |
| 1914년 8월 3일   | 독일 제국         | 프랑스            |
| 1914년 8월 4일   | 대영 제국         | 독일 제국         |
| 1914년 8월 5일   | 몬테네그로 왕국   | 오스트리아-헝가리 |
| 1914년 8월 6일   | 오스트리아-헝가리 | 러시아 제국       |
| 1914년 8월 6일   | 세르비아 왕국     | 독일 제국         |
| 1914년 8월 8일   | 몬테네그로 왕국   | 독일 제국         |
| 1914년 8월 12일  | 대영 제국         | 오스트리아-헝가리 |
| 1914년 8월 12일  | 프랑스            | 오스트리아-헝가리 |
| 1914년 8월 23일  | 일본 제국         | 독일 제국         |
| 1914년 8월 25일  | 일본 제국         | 오스트리아-헝가리 |
| 1914년 8월 28일  | 오스트리아-헝가리 | 벨기에            |
| 1914년 11월 1일  | 러시아 제국       | 오스만 제국       |
| 1914년 11월 5일  | 프랑스            | 오스만 제국       |
| 1914년 11월 5일  | 대영 제국         | 오스만 제국       |
| 1914년 11월 11일 | 오스만 제국       | 러시아 제국       |
| 1914년 11월 11일 | 오스만 제국       | 일본 제국         |
| 1914년 11월 11일 | 오스만 제국       | 대영 제국         |
| 1914년 12월 2일  | 세르비아 왕국     | 오스만 제국       |
| 1914년 12월 3일  | 몬테네그로 왕국   | 오스만 제국       |
| 1914년 12월 5일  | 일본 제국         | 오스만 제국       |
| 1915년 5월 23일  | 이탈리아 왕국     | 오스트리아-헝가리 |
| 1915년 8월 21일  | 이탈리아 왕국     | 오스만 제국       |
| 1916년 8월 27일  | 이탈리아 왕국     | 독일 제국         |
| 1915년 10월 14일 | 불가리아 왕국     | 세르비아 왕국     |
| 1915년 10월 15일 | 대영 제국         | 불가리아 왕국     |
| 1915년 10월 15일 | 몬테네그로 왕국   | 불가리아 왕국     |
| 1915년 10월 16일 | 일본 제국         | 불가리아 왕국     |
| 1915년 10월 16일 | 프랑스            | 불가리아 왕국     |
| 1915년 10월 19일 | 이탈리아 왕국     | 불가리아 왕국     |
| 1915년 10월 19일 | 러시아 제국       | 불가리아 왕국     |
| 1916년 3월 9일   | 독일 제국         | 포르투갈          |
| 1916년 3월 15일  | 오스트리아-헝가리 | 포르투갈          |
| 1916년 8월 28일  | 루마니아 왕국     | 오스트리아-헝가리 |
| 1916년 8월 28일  | 독일 제국         | 루마니아 왕국     |
| 1916년 8월 30일  | 오스만 제국       | 루마니아 왕국     |
| 1916년 9월 1일   | 불가리아 왕국     | 루마니아 왕국     |
| 1917년 4월 6일   | 미국              | 독일 제국         |
| 1917년 4월 7일   | 파나마            | 독일 제국         |
| 1917년 4월 7일   | 쿠바              | 독일 제국         |
| 1917년 6월 27일  | 그리스 왕국       | 오스트리아-헝가리 |
| 1917년 6월 27일  | 그리스 왕국       | 독일 제국         |
| 1917년 6월 27일  | 그리스 왕국       | 불가리아 왕국     |
| 1917년 6월 27일  | 그리스 왕국       | 오스만 제국       |
| 1917년 7월 22일  | 시암              | 오스트리아-헝가리 |
| 1917년 7월 22일  | 시암              | 독일 제국         |
| 1917년 8월 4일   | 라이베리아        | 독일 제국         |
| 1917년 8월 14일  | 중화민국          | 오스트리아-헝가리 |
| 1917년 8월 14일  | 중화민국          | 독일 제국         |
| 1917년 10월 26일 | 브라질            | 독일 제국         |
| 1917년 12월 7일  | 미국              | 오스트리아-헝가리 |
| 1917년 12월 10일 | 파나마            | 오스트리아-헝가리 |
| 1918년 4월 23일  | 과테말라          | 독일 제국         |
| 1918년 5월 6일   | 니카라과          | 오스트리아-헝가리 |
| 1918년 5월 6일   | 니카라과          | 독일 제국         |
| 1918년 5월 23일  | 코스타리카        | 독일 제국         |
| 1918년 7월 12일  | 아이티            | 독일 제국         |
| 1918년 7월 19일  | 온두라스          | 독일 제국         |

## 같이 보기
- 1914년 독일에 대한 영국의 선전포고
- 1917년 독일에 대한 미국의 선전포고
- 오스트리아-헝가리에 대한 미국의 선전포고
- 제2차 세계 대전 중 선전포고 목록